# Alfred von Göringer
Alfred Göringer, seit 1916 Ritter von Göringer (* 4. Oktober 1856 in Münnerstadt; † 21. August 1932 in München) war ein bayerischer General der Infanterie.

## Leben

### Herkunft
Alfred war ein Sohn des Rentbeamten Leopold Göringer und dessen Ehefrau Therese, geborene Doetter. Sein Bruder war der bayerische Generalleutnant Heinrich Göringer (1843–1926).

### Militärkarriere
Göringer absolvierte das Wilhelmsgymnasium und studierte anschließend drei Semester an der Polytechnischen Schule in München. Am 1. Oktober 1875 trat er als Einjährig-Freiwilliger in das 1. Feldartillerie-Regiment „Prinzregent Luitpold“ der Bayerischen Armee ein und wurde Mitte April 1878 nach seiner bestandenen Offiziersprüfung als Vizefeldwebel der Reserve zur Dienstleistung im 1. Infanterie-Regiment „König“ kommandiert.
Unter Beförderung zum Sekondeleutnant erfolgte am 1. Dezember 1878 mit seiner Übernahme in den aktiven Dienst die Versetzung in das 5. Infanterie-Regiment „Großherzog von Hessen“. Von 1881 bis 1885 diente Göringer als Adjutant des III. Bataillons. Im Anschluss absolvierte er für drei Jahre die Kriegsakademie, die ihm die Qualifikation für die Höhere Adjutantur und das Lehrfach aussprach. Nach seiner Beförderung zum Premierleutnant war er ab 1889 als Adjutant beim Bezirkskommando Bamberg tätig und wurde Ende April 1890 in gleicher Eigenschaft unter Stellung à la suite seines Regiments zur übergeordneten 7. Infanterie-Brigade versetzt. Göringer kehrte 1893 mit der Beförderung zum Hauptmann in den Truppendienst zurück, wurde Kompaniechef im Infanterie-Leib-Regiment und 1900 zur Eisenbahn-Abteilung des Großen Generalstabes der Preußischen Armee nach Berlin kommandiert. Zugleich war er Ende Juli 1900 für die Zeit der Ausschiffung des Ostasiatischen Expeditionskorps in Bremerhaven als Bahnhof- und Hafenkommandant tätig. Unter Belassung in seinem Kommando nach Preußen erfolgte Ende Mai 1901 die Beförderung zum Major und Ernennung zum Eisenbahn-Kommissär. Von September 1902 bis Oktober 1903 war Göringer Eisenbahn-Linien-Kommissär in München und anschließend Bataillonskommandeur im 16. Infanterie-Regiment „Großherzog Ferdinand von Toskana“. Daran schloss sich Anfang Februar 1905 seine Versetzung zum Stab des 11. Infanterie-Regiments „von der Tann“ und einen Monat später die Beförderung zum Oberstleutnant an. Unter Beförderung zum Oberst erhielt Göringer am 8. März 1907 das Kommando über das 6. Infanterie-Regiment „Kaiser Wilhelm, König von Preußen“. Als Generalmajor war er anschließend ab dem 26. März 1910 Kommandeur der 7. Infanterie-Brigade und erhielt im Juni desselben Jahres die Erlaubnis zur Annahme des Roten Adlerordens II. Klasse. Am 27. März 1913 erfolgte seine Ernennung zum Kommandanten der Haupt- und Residenzstadt München und in dieser Stellung wurde er Ende August 1913 Generalleutnant.
Bei der Mobilmachung anlässlich des Ersten Weltkriegs wurde Göringer am 2. August 1914 zum Kommandeur der neu aufgestellten 1. Reserve-Division ernannt. Er führte seinen Großverband im Verbund des I. Reserve-Korps bei der 6. Armee zunächst im Gefecht bei Lauterfingen-Mittersheim und in der Schlacht in Lothringen. Daran schlossen sich Kämpfe um Nancy-Epinal, die Schlacht an der Trouée de Charmes und die Einnahme des Fort Manonviller an. Nach der Schlacht bei Arras lag seine Division ab Mitte Oktober 1914 in Stellungskämpfen in Flandern und Artois. Zwischenzeitlich mit beiden Klassen des Eisernen Kreuzes ausgezeichnet, wirkte Göringer mit seinem Ersten Generalstabsoffizier Major Adolf Ruith in den kommenden Winter- und Frühjahresmonaten unter schwierigen Verhältnissen bei nahezu ständigen Kämpfen am stetigen Ausbau der zugewiesenen Stellungen. Dadurch war die Division auf die am 9. Mai 1915 beginnende französische Offensive in der Schlacht bei La Bassée und Arras gut vorbereitet und konnte die Angriffe mehrheitlich abschlagen. Bis zum Ende der Kämpfe im Juni 1915 hatte seine Division Verluste von rund 2300 Mann zu beklagen und das übergeordnete I. Reserve-Korps verlor insgesamt 270 Offiziere und 13500 Mann.
„Aufgrund seiner außergewöhnlich hervorragenden, durch Umsicht und weittragende Entschlusskraft bewiesene Führertätigkeit in den schweren Kämpfen vom 9. Mai bis 16. Juni 1915“ ernannte ihn König Ludwig III. durch Allerhöchste Entschließung vom 17. Februar 1916 zum Ritter des Militär-Max-Joseph-Ordens. Damit verbunden war die Erhebung in den persönlichen Adelsstand und er durfte sich nach der Eintragung in die Adelsmatrikel am 14. März 1916 „Ritter von Göringer“ nennen. Zudem hatte er bereits Anfang Oktober 1915 die Erlaubnis zur Annahme der Schwerter zum Kommentur I. Klasse des Friedrichs-Ordens erhalten.
Nach weiteren Stellungskämpfen, die von Ende September bis Mitte Oktober 1915 durch die Herbstschlacht bei La Bassée und Arras unterbrochen waren, nahm die Division Ende Juni 1916 an Erkundungs- und Demonstrationsgefechten der 6. Armee teil, die im Zusammenhang mit der kommenden Schlacht an der Somme standen. Vom 12. August bis zum 6. September 1916 nahmen die von Göringer geführten Truppen an der dortigen Schlacht teil, kämpften anschließend an der Aisne und lag dann ab dem 27. November 1916 in Stellungskämpfen an der Somme. Dort erhielt er am 17. Januar 1917 den Charakter als General der Infanterie und übergab aus gesundheitlichen Gründen am 19. Februar 1917 das Kommando über die Division an Generalmajor Friedrich von Pechmann. Zwei Monate später wurde Göringer am 10. März 1917 in Genehmigung seines Abschiedsgesuches mit der gesetzlichen Pension und unter Verleihung des Militärverdienstordens I. Klasse mit Schwertern zur Disposition gestellt.

### Familie
Göringer hatte sich am 8. August 1885 mit Emilie Schiffner verheiratet. Aus der Ehe ging ein Kind hervor.